# Championnat d'Algérie de football de troisième division 1989-1990
Navigation
Régional
1988-1989 Régional
1990-1991
Cet article traite de la saison 1989-1990 du Championnat d'Algérie de football D3. Le championnat est organisé de 6 groupes suivant la géographie du pays : les groupes Centre (ligue régionale d'Alger), Est (ligue régionale de Constantine), Est (ligue régionale de Batna), Ouest (ligue régionale d'Oran), Sud-Est (gue régionale dOu'argla), Sud-Ouest (ligue régionale de Béchar).

## Classements
Les classements sont basés sur le barème de points suivant : victoire à 2 points, match nul à 1 et défaite à 0 point.

### Groupe Ouest (LR d'Oran)
Source :
| Rang | Équipe            | Pts | J  | G  | N  | P  | Bp | Bc | Diff |
| ---- | ----------------- | --- | -- | -- | -- | -- | -- | -- | ---- |
| 1    | MC Saida          | 43  | 30 | 17 | 9  | 4  | 36 | 12 | +24  |
| 2    | NE Bel-Abbés      | 40  | 30 | 13 | 14 | 3  | 27 | 13 | +14  |
| 3    | SNS Oran          | 38  | 30 | 13 | 12 | 5  | 32 | 15 | +17  |
| 4    | WRB Mostaganem    | 32  | 30 | 10 | 12 | 8  | 29 | 28 | +1   |
| 5    | ESB Telagh        | 31  | 30 | 9  | 13 | 8  | 21 | 23 | -2   |
| 6    | RCB Oued R'hiouR  | 31  | 30 | 12 | 7  | 11 | 31 | 36 | -5   |
| 7    | IRB Sougueur      | 30  | 30 | 11 | 8  | 11 | 24 | 18 | +6   |
| 8    | CRB Sfisef        | 30  | 30 | 10 | 10 | 10 | 29 | 28 | +1   |
| 9    | OMM Arzew         | 30  | 30 | 12 | 6  | 12 | 34 | 34 | 0    |
| 10   | CMH Oran          | 30  | 30 | 10 | 10 | 10 | 31 | 31 | 0    |
| 11   | ESOM Mostaganem   | 29  | 30 | 9  | 11 | 10 | 25 | 25 | 0    |
| 12   | IRB Maghnia       | 29  | 30 | 10 | 9  | 11 | 28 | 27 | +1   |
| 13   | IRB Oued El Abtal | 29  | 30 | 7  | 15 | 8  | 20 | 23 | -3   |
| 14   | ES Tiaret         | 26  | 30 | 8  | 10 | 12 | 27 | 25 | +2   |
| 15   | WAB Terga         | 15  | 30 | 5  | 5  | 20 | 17 | 42 | -25  |
| 16   | USM Oran          | 15  | 30 | 3  | 9  | 18 | 24 | 54 | -30  |

Promotions et relégations
- Barrage d'Accession en Division 2 1990-91 (D2)
- Maintenue en Régional 1990-91 (D3)
- Relégué en Division d'Honneur 1990-91 (D4)

- NB; la 18e journée : l'IRB Maghnia et les ESOM Mostaganem (match arrêté, à la suite d'une bagarre générale entre les joueurs des deux équipes) comptent un match en moins *** (affaire dans le bureau de la faf)***. L'ES Tiaret et l'IRB Oued El-Abtal pénalité de 0 point.[réf. nécessaire]

### Groupe Centre (LR d'Alger)
Source du classement :
| Rang | Équipe              | Pts | J  | G  | N  | P  | Bp | Bc | Diff |
| ---- | ------------------- | --- | -- | -- | -- | -- | -- | -- | ---- |
| 1    | NA Hussein Dey      | 45  | 30 | 17 | 11 | 2  | 40 | 14 | +26  |
| 2    | WO Boufarik         | 38  | 30 | 13 | 12 | 5  | 38 | 18 | +20  |
| 3    | IRB El Biar R       | 37  | 30 | 13 | 11 | 6  | 35 | 2  | +33  |
| 4    | CRB El Attaf P      | 33  | 30 | 11 | 11 | 8  | 21 | 20 | +1   |
| 5    | ESM Boudouaou P     | 33  | 30 | 13 | 7  | 10 | 28 | 31 | -3   |
| 6    | IRB Hadjout (USMMH) | 32  | 30 | 12 | 8  | 10 | 30 | 30 | 0    |
| 7    | RC Arba             | 31  | 30 | 8  | 15 | 7  | 23 | 21 | +2   |
| 8    | SKAF Khemis Miliana | 30  | 30 | 11 | 8  | 11 | 29 | 32 | -3   |
| 9    | OMR El Anasser      | 29  | 30 | 10 | 9  | 11 | 35 | 33 | +2   |
| 10   | NRB Berrouaghia     | 29  | 30 | 13 | 3  | 14 | 26 | 25 | +1   |
| 11   | JH El Djazaïr       | 28  | 30 | 9  | 10 | 11 | 26 | 31 | -5   |
| 12   | E Sour El GhozlaneR | 27  | 30 | 10 | 7  | 13 | 31 | 33 | -2   |
| 13   | JSM Cheraga         | 26  | 30 | 9  | 8  | 13 | 29 | 29 | 0    |
| 14   | ISM Koléa           | 26  | 30 | 8  | 10 | 12 | 26 | 2  | +24  |
| 15   | Hydra AC            | 23  | 30 | 6  | 11 | 13 | 27 | 41 | -14  |
| 16   | MB Tablat           | 12  | 30 | 3  | 7  | 20 | 13 | 42 | -29  |

Promotions et relégations
- Barrage d'Accession en Division 2 1990-91 (D2)
- Maintenue en Régional 1990-91 (D3)
- Relégué en Division d'Honneur 1990-91 (D4)

### Groupe Est (LR de Batna)
| Rang | Équipe                 | Pts  | J  | G  | N  | P  | Bp | Bc | Diff |
| ---- | ---------------------- | ---- | -- | -- | -- | -- | -- | -- | ---- |
| 1    | USM Khenchela          | 43   | 30 | 18 | 7  | 5  | 52 | 20 | +32  |
| 2    | USM Sétif              | 41   | 30 | 18 | 5  | 7  | 59 | 23 | +36  |
| 3    | ASC Bordj Bou Arreridj | 38   | 30 | 14 | 10 | 6  | 44 | 24 | +20  |
| 4    | MC El Eulma            | 38   | 30 | 15 | 8  | 7  | 53 | 34 | +19  |
| 5    | IRB Khenchela          | 34-1 | 30 | 14 | 7  | 9  | 37 | 23 | +14  |
| 6    | JSM Tébessa            | 33   | 30 | 13 | 7  | 10 | 33 | 26 | +7   |
| 7    | AB Barika              | 30   | 30 | 12 | 6  | 12 | 36 | 35 | +1   |
| 8    | WM Tébassa             | 28   | 30 | 10 | 8  | 12 | 40 | 36 | +4   |
| 9    | US Biskra              | 28   | 30 | 9  | 10 | 11 | 37 | 42 | -5   |
| 10   | AB Merouana            | 27   | 30 | 7  | 13 | 10 | 27 | 35 | -8   |
| 11   | WRB M'Sila             | 27   | 30 | 8  | 11 | 11 | 32 | 41 | -9   |
| 12   | IRB Ras El Oued        | 7    | 30 | 8  | 11 | 11 | 25 | 37 | -12  |
| 13   | JRB Bou Saada          | 5    | 30 | 9  | 7  | 14 | 39 | 50 | -11  |
| 14   | AS Bordj Ghedir        | 24   | 30 | 8  | 9  | 13 | 24 | 43 | -19  |
| 15   | CRB El Hamadia         | 20   | 30 | 6  | 8  | 16 | 21 | 51 | -30  |
| 16   | OM Sidi Aissa          | 15   | 30 | 6  | 3  | 21 | 21 | 64 | -43  |

Promotions et relégations
- Barrage d'Accession en Division 2 1990-91 (D2)
- Maintenue en Régional 1990-91 (D3)
- Relégué en Division d'Honneur 1990-91 (D4)

### Groupe Est (LR de Constantine)
Source :
| Rang | Équipe             | Pts | J  | G  | N  | P  | Bp | Bc | Diff |
| ---- | ------------------ | --- | -- | -- | -- | -- | -- | -- | ---- |
| 1    | HAMRA Annaba       | 39  | 30 | 14 | 11 | 5  | 42 | 23 | +19  |
| 2    | IRB Oum El Bouaghi | 39  | 30 | 13 | 13 | 4  | 44 | 27 | +17  |
| 3    | CRB El Harrouch    | 38  | 30 | 14 | 10 | 6  | 40 | 22 | +18  |
| 4    | CRE Constantine    | 37  | 30 | 14 | 9  | 7  | 27 | 15 | +12  |
| 5    | AS Khroub          | 32  | 30 | 11 | 10 | 9  | 39 | 32 | +7   |
| 6    | MO Bejaia          | 31  | 30 | 10 | 11 | 9  | 27 | 26 | +1   |
| 7    | WB Skikda          | 29  | 30 | 9  | 11 | 10 | 23 | 18 | +5   |
| 8    | SS Sidi Aich       | 28  | 30 | 10 | 8  | 12 | 26 | 33 | -7   |
| 9    | HB Chelghoum Laid  | 28  | 30 | 10 | 8  | 12 | 21 | 26 | -5   |
| 10   | ES Souk Ahras      | 27  | 30 | 9  | 9  | 12 | 37 | 36 | +1   |
| 11   | MB Azzaba          | 27  | 30 | 9  | 9  | 12 | 27 | 30 | -3   |
| 12   | CRB Aïn Fakroun    | 27  | 30 | 11 | 5  | 14 | 20 | 30 | -10  |
| 13   | CRB El Milia       | 26  | 30 | 8  | 10 | 12 | 27 | 34 | -7   |
| 14   | IRB Sidi Mezghiche | 25  | 30 | 7  | 12 | 11 | 21 | 35 | -14  |
| 15   | JS Djijel          | 24  | 30 | 6  | 12 | 12 | 11 | 24 | -13  |
| 16   | NA Souk Ahras      | 22  | 30 | 7  | 8  | 15 | 24 | 42 | -18  |

Promotions et relégations
- Barrage d'Accession en Division 2 1990-91 (D2)
- Maintenue en Régional 1990-91 (D3)
- Relégué en Division d'Honneur 1990-91 (D4)

### Groupe Sud-Ouest (LR de Béchar)
| Rang | Équipe                      | Pts | J  | G  | N | P  | Bp | Bc | Diff |
| ---- | --------------------------- | --- | -- | -- | - | -- | -- | -- | ---- |
| 1    | CRB Mecheria R              | 37  | 19 | 18 | 1 | 0  | 55 | 7  | +48  |
| 2    | IRM Béchar                  | 34  | 18 | 17 | 0 | 1  | 44 | 11 | +33  |
| 3    | JNM Béchar                  | 28  | 19 | 12 | 4 | 3  | 39 | 14 | +25  |
| 4    | JRB El Bayadh               | 20  | 19 | 9  | 2 | 8  | 28 | 14 | +14  |
| 5    | CRB Aïn Sefra               | 20  | 18 | 8  | 4 | 6  | 21 | 15 | +6   |
| 6    | JR Fruits et Légumes Béchar | 20  | 19 | 8  | 4 | 7  | 32 | 32 | 0    |
| 7    | DRB Béni Ouannif            | 19  | 19 | 6  | 8 | 6  | 23 | 29 | -6   |
| 8    | WAB Kenadssa                | 17  | 19 | 6  | 5 | 8  | 19 | 31 | -12  |
| 9    | NB Abadlla                  | 16  | 19 | 5  | 6 | 6  | 16 | 22 | -6   |
| 10   | CRB Naama                   | 12  | 18 | 4  | 4 | 10 | 17 | 30 | -13  |
| 11   | CRB Adrar                   | 12  | 19 | 3  | 6 | 9  | 15 | 39 | -24  |
| 12   | IRB Biodh                   | 11  | 19 | 2  | 7 | 9  | 13 | 33 | -20  |
| 13   | CRB Bougtob                 | 9   | 19 | 2  | 5 | 11 | 9  | 30 | -21  |
| 14   | IRB Timimoun                | 7   | 18 | 2  | 5 | 11 | 15 | 39 | -24  |

Promotions et relégations
- Barrage d'Accession en Division 2 1990-91 (D2)
- Maintenue en Régional 1990-91 (D3)
- Relégué en Division d'Honneur 1990-91 (D4)

### Groupe Sud-Est (LR de Ouargla)
| Rang | Équipe              | Pts | J  | G  | N  | P  | Bp | Bc | Diff |
| ---- | ------------------- | --- | -- | -- | -- | -- | -- | -- | ---- |
| 1    | IRB Laghouat        | 51  | 32 | 20 | 11 | 1  | 65 | 20 | +45  |
| 2    | MC Ouargla          | 49  | 32 | 18 | 13 | 1  | 54 | 14 | +40  |
| 3    | CRB Djelfa          | 48  | 32 | 20 | 8  | 4  | 61 | 19 | +42  |
| 4    | JRN Laghouat        | 37  | 32 | 14 | 9  | 9  | 54 | 34 | +20  |
| 5    | CRB Tebesbest       | 37  | 31 | 12 | 13 | 6  | 30 | 21 | +9   |
| 6    | IRB Ouargla         | 33  | 30 | 12 | 9  | 9  | 34 | 38 | -4   |
| 7    | NRB Berriane        | 33  | 32 | 12 | 9  | 11 | 32 | 41 | -9   |
| 8    | MB Rouissat         | 31  | 32 | 10 | 11 | 11 | 31 | 26 | +5   |
| 9    | CRB El Oued         | 31  | 31 | 9  | 13 | 9  | 27 | 36 | -9   |
| 10   | NRB Touggourt       | 30  | 32 | 10 | 10 | 12 | 35 | 30 | +5   |
| 11   | IRB Kheneg          | 30  | 31 | 8  | 14 | 9  | 35 | 37 | -2   |
| 12   | CRN Touggourt       | 27  | 32 | 10 | 7  | 15 | 38 | 43 | -5   |
| 13   | ASB Metlili Châamba | 27  | 32 | 7  | 10 | 13 | 26 | 32 | -6   |
| 14   | ARB Had Sahary      | 22  | 31 | 6  | 10 | 15 | 14 | 40 | -26  |
| 15   | MB Hassi Massaoud   | 18  | 32 | 4  | 10 | 18 | 22 | 61 | -39  |
| 16   | WRH Tamanrasset     | 14  | 28 | 5  | 5  | 18 | 25 | 63 | -38  |
| 17   | IRB Roubah          | 13  | 31 | 5  | 3  | 23 | 25 | 66 | -41  |

Promotions et relégations
- Barrage d'Accession en Division 2 1990-91 (D2)
- Maintenue en Régional 1990-91 (D3)
- Relégué en Division d'Honneur 1990-91 (D4)

## Classement des buteurs
| Rang | Joueur | Club | Buts |
| ---- | ------ | ---- | ---- |
| 1    |        |      |      |
| 2    |        |      |      |
| 3    |        |      |      |
| 4    |        |      |      |

| Rang | Joueur            | Club            | Buts |
| ---- | ----------------- | --------------- | ---- |
| 1    | Itim Rachid       | OMM Arzew       | 13   |
| 2    | Ould Amar         | ES Tiaret       | 10   |
| 3    | Ababsa            | CMH Oran        | 10   |
| 4    | Bridji Noureddine | SNS Oran        | 9    |
| 5    | Mohamedi          | RCB Oued R'hiou | 9    |
| 6    | Menni Zeggai      | MC Saida        | 8    |
| 7    | Bouzekri          | IRB Sougueur    | 7    |
| 8    | Hadada            | SNS Oran        | 7    |
| 9    | Ghermoul          | IRB Maghnia     | 7    |
| 10   | Fodil             | NE Bel Abbes    | 7    |
| 11   | Zeggane           | ESOM Mostaganem | 7    |

| Rang | Joueur | Club | Buts |
| ---- | ------ | ---- | ---- |
| 1    |        |      |      |
| 2    |        |      |      |
| 3    |        |      |      |
| 4    |        |      |      |

| Rang | Joueur   | Club                   | Buts |
| ---- | -------- | ---------------------- | ---- |
| 1    | Maachi   | USM Khenchela          | 12   |
| 2    | Lahmar   | MC El Eulma            | 12   |
| 3    | ketal    | ASC Bordj Bou Arreridj | 12   |
| 4    | Mebrek   | AB Barika              | 12   |
| 5    | Segni    | MC El Eulma            | 11   |
| 6    | Bouras   | USM Sétif              | 10   |
| 7    | Difallah | JSM Tébessa            | 10   |
| 8    | Saadaoui | WRB M'Sila             | 10   |
| 9    | Bourahla | JRB Bou Saada          | 10   |

| Rang | Joueur | Club | Buts |
| ---- | ------ | ---- | ---- |
| 1    |        |      |      |
| 2    |        |      |      |
| 3    |        |      |      |
| 4    |        |      |      |

| Rang | Joueur | Club | Buts |
| ---- | ------ | ---- | ---- |
| 1    |        |      |      |
| 2    |        |      |      |
| 3    |        |      |      |
| 4    |        |      |      |

## Matchs Barrage pour l'accession en Division 2
Les résultats des matchs de barrage pour l'accession en Division 2 saison 1990/91 sont les suivants : Source.
| # | Club 1         | Résultat | Club 2             | Buteurs                                       | Date                         | Stade                        |
| - | -------------- | -------- | ------------------ | --------------------------------------------- | ---------------------------- | ---------------------------- |
| 1 | 1er LR Batna   | 1 - 0    | 1er LR Oran        | Boussaid 52e                                  | Vendredi 15 juin 1990à 16h00 | Stade du 20-Août-1955, Alger |
| 1 | USM Khenchela  | 1 - 0    | MC Saida           | Boussaid 52e                                  | Vendredi 15 juin 1990à 16h00 | Stade du 20-Août-1955, Alger |
| 2 | 1er LR Béchar  | 1 - 0    | 1er LR Constantine | Benihi 17e                                    | Vendredi 15 juin 1990à 16h00 | Stade Habib Bouakeul, Oran   |
| 2 | CRB Mecheria   | 1 - 0    | HAMRA Annaba       | Benihi 17e                                    | Vendredi 15 juin 1990à 16h00 | Stade Habib Bouakeul, Oran   |
| 3 | 1er LR Alger   | 4 - 1    | 1er LR Ouargla     | Lazazi 8e 28e 47e, Guennoun 72e / Nouioua 15e | Vendredi 22 juin 1990à 16h00 | Stade 17 juin, Constantine   |
| 3 | NA Hussein Dey | 4 - 1    | IRB Laghouat       | Lazazi 8e 28e 47e, Guennoun 72e / Nouioua 15e | Vendredi 22 juin 1990à 16h00 | Stade 17 juin, Constantine   |